# 쥔더르트

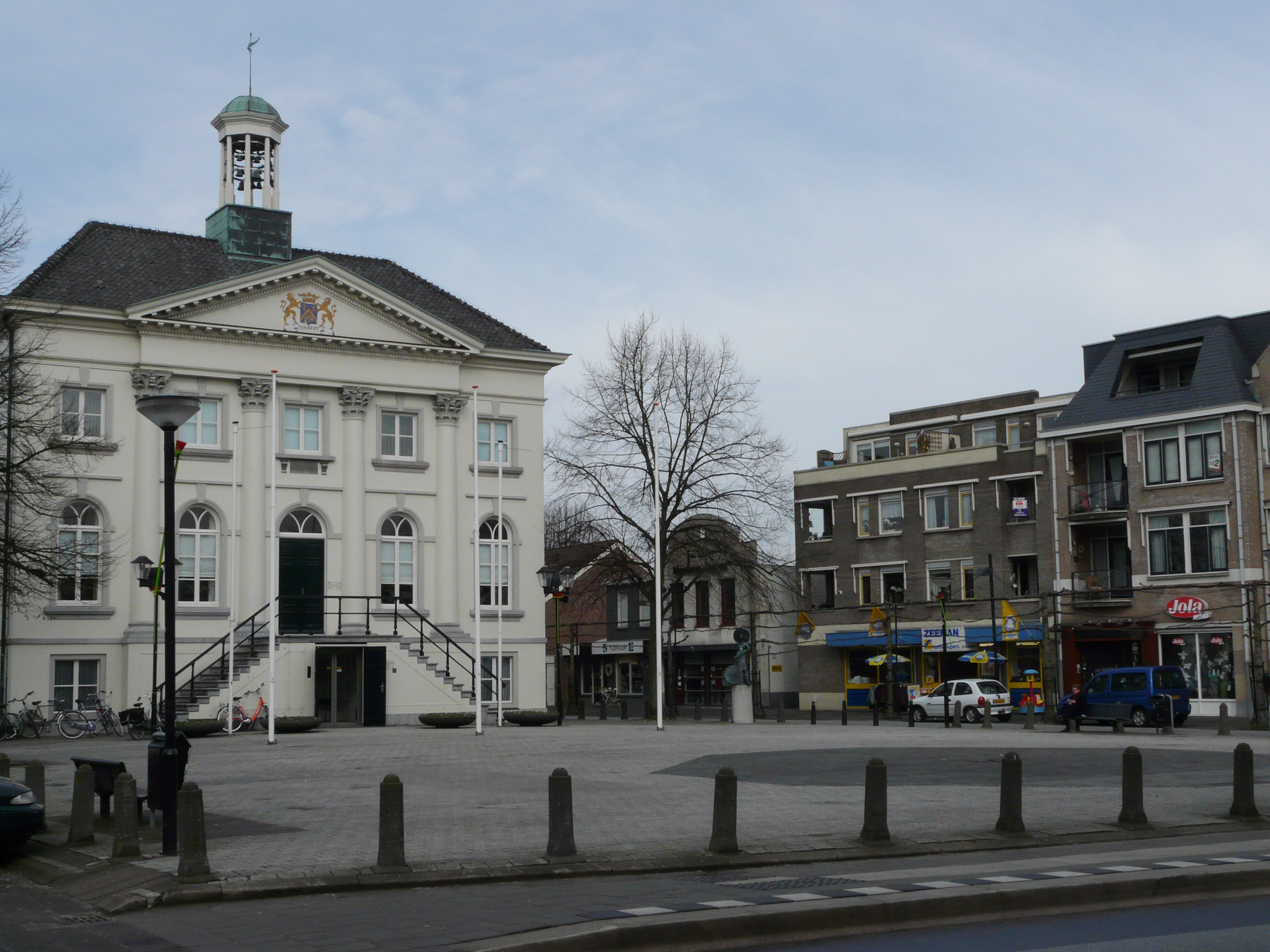
쥔더르트

쥔더르트의 위치

쥔더르트(네덜란드어: Zundert)는 네덜란드 남부 노르트브라반트주의 도시로 면적은 121.17km2, 높이는 12m, 인구는 21,555명(2014년 5월 기준), 인구 밀도는 178명/km2이다. 이곳은 반 고흐의 고향이다.

시기
시 문장